# Little Cop
Pour plus de détails, voir Fiche technique et Distribution.
Little Cop (小小小警察, Xiao xiao xiao jing cha, litt. « Petit, petit, petit policier ») est une comédie hongkongaise produite et réalisée par Eric Tsang et sortie en 1989 à Hong Kong,,.
Elle totalise 5 710 42 HK$ au box-office.

## Synopsis
Depuis tout petit, Lee Chi-kin (Eric Tsang) est déterminé à devenir policier, malgré le fait qu'il soit issu d'une famille de criminels. Adulte, il rejoint finalement la police et est affecté au bureau des stupéfiants. Durant une opération anti-drogue, il réussit à arrêter un trafiquant de drogue.
Il est par la suite transféré au bureau anti-porno où il tombe amoureux d'une call girl, puis à l'unité criminelle régionale où il travaille sous l'autorité de l'inspecteur Chu (Natalis Chan). Au cours d'une nouvelle opération anti-drogue, Lee tue le parrain Ng Cheung. Son père engage alors un tueur, l'« Homme aux milles visages » (Michael Miu), pour se venger de Lee. Après plusieurs affrontements, Lee arrête enfin l'assassin et le traduit devant la justice.
Le directeur corrompu d'un hôpital psychiatrique place ensuite Lee dans son établissement pendant un an, période au cours de laquelle il développe des troubles mentaux. Après sa sortie de l'hôpital, il devient serveur dans un restaurant.

## Fiche technique
- Titre original : 小小小警察
- Titre international : Little Cop
- Réalisation : Eric Tsang
- Scénario : Szeto Cheuk-hon
- Photographie : Andrew Lau et Peter Ngor
- Montage : Chuen Chi
- Musique : Wai Ming et Richard Lo
- Production : Eric Tsang
- Société de production : Children's Town
- Société de distribution : Children's Town
- Pays d'origine :  Hong Kong
- Langue originale : cantonais
- Format : couleur
- Genre : comédie
- Durée : 86 minutes
- Dates de sortie :
  - Hong Kong : 21 septembre 1989

## Distribution
- Eric Tsang : Lee Chi-kin
- Natalis Chan : Inspecteur Chu
- Andy Lau : l'agent de la circulation
- Max Mok : Mei Yan-xin
- Jacky Cheung : un client du restaurant
- Maggie Cheung : une cliente du restaurant
- John Shum : le vendeur de drogue
- Stanley Fung : le vice-commandant de l’escadre
- Sandra Ng : Inspecteur Ng
- Billy Lau : le vice-inspecteur de l’escadre
- Tien Niu : Tin Nau
- Chor Yuen : Mei Qing-yi
- Michael Miu : l'« Homme aux milles visages »
- Alan Tam : le directeur de l'hôpital psychiatrique
- Anthony Chan (en)] : le docteur de l'hôpital psychiatrique
- Wu Ma : un serveur du restaurant
- Shing Fui-on : un serveur du restaurant
- Lo Fan : le prostituée hideuse
- Sze Mei-yee : le patron du restaurant giflé par un serveur
- Manfred Wong : le patron du restaurant frappé par un serveur
- Sze Kai-keung : le patron du restaurant qui explose
- Blackie Ko : un homme de main de Yi
- Fung Hak-on : un homme de main de Yi
- Kent Cheng : le majordome de Yi
- Richard Ng : l’inspecteur de la gare
- Cheung Kwok-keung : l'homme qui se livre à l'inspecteur de la gare
- Loletta Lee : l'hôtesse de l'air
- Alfred Cheung : un passager de l'avion
- Hau Woon-ling : un spectateur aux funérailles
- Maria Cordero : la chanteuse des funérailles
- Charlie Cho (en) : le commissaire de police
- Tommy Wong : le père du cambrioleur de Jian
- Elsie Chan : le professeur de primaire de Jian
- Derek Yee : un flic aux stupéfiants
- Yiu Yau-hung : un flic aux stupéfiants
- Ng Kwok-kin : un policier à la gare
- Bill Tung : le caissier du 7-Eleven
- Philip Chan : le représentant des préservatifs Rigidity Condom
- Sharla Cheung : la fille à la peau sombre
- Liu Wai-hung (en) : l'informateur du parc d'attraction
- Ram Cheung : le policier chanteur aux funérailles
- Lawrence Cheng : le représentant de la SPA
- Yip Hon-leung : le représentant des gangsters de Hong Kong
- Lawrence Lau : le journaliste TV
- Calvin Choi : un chanteur aux funérailles
- Edmond So : un chanteur aux funérailles
- Remus Choi : un chanteur aux funérailles
- Lo Kin : le bourreau
- Jane Ha : la mère de Lee
- Clarence Fok (en) : le parent de Lee
- Yau Yuen-hon
- Norman Chu
- Cho King-man
- Wilson Yip
- So Ching-man
- Peter Ngor
- Andrew Lau
- Kwong Tin-wo
- Wu Shi
- Wong Chi-ming
- Fei Pak
- Dick Cho
- Jaime Chik (en)
- Kwan Ming-yuk